# Berberis parkeriana
Berberis parkeriana är en berberisväxtart som beskrevs av Camillo Karl Schneider. Berberis parkeriana ingår i släktet berberisar, och familjen berberisväxter. Inga underarter finns listade i Catalogue of Life.